# Ё-mobil
Das ё-mobil, Ë-Mobil oder Yo-Mobil (russisch ё-мобиль, ausgesprochen: jo-mobil), war ein russisches Hybridelektrokraftfahrzeug. Bei diesem reinen Serialhybrid kommt die Antriebsleistung von Elektromotoren, welche über einen Generator von einem ständig laufenden (Gas-, Benzin- oder Diesel-) Rotationskolbenmotor betrieben werden. Ein Superkondensator dient zur Pufferung. Das ё-mobil entspricht von der Größenverhältnissen dem Toyota Yaris, dem Hyundai Getz und dem Ford Ka. 
Die Serienproduktion dieses Fahrzeugs war für die zweite Hälfte 2014 vorgesehen, wozu 2012 ein passendes Werksgelände ausgewählt wurde. Im April 2014 wurde der Verkauf des Projekts an die russische Regierung berichtet, da „der Rückgang des Automarkts den weiteren Fortgang und die Erzielung eines Gewinns unmöglich macht.“ Das Projekt wurde später komplett eingestellt. 

## Geschichte
Die Entwicklung eines Stadtautos mit Hybridantrieb wurde von der russisch-weißrussischen Holdinggesellschaft „Yarovit Motors“ initiiert und später dem Unternehmer und Milliardär Michail Prochorow vorgestellt. Eine Zusammenarbeit zwischen „Yarovit Motors“ und Michail Prochorow begann schon vorher, bereits 2004 wurden Speziallaster von „Yarovit“ bei Norilsk Nickel eingesetzt, deren Teilhaber er war.

## Projektentwicklung
Bei der ersten Vorstellung am 12. April 2010 erklärten die russische Investorengruppe Onexim und „Yarovit Motors“ den Start des Projekts für das Stadtauto mit Hybridantrieb. Man gründete das neue Unternehmen “Gorodskoj Avtomobil'”, an dem mit 51 % die ONEXIM und 49 % die Yarovit Motors Anteile halten. Das Entwicklungs-Budget bis zum Beginn der Serienproduktion belief sich auf 150 Millionen Euro.
Am 12. Oktober wurde das neue Auto vorgestellt. Es wurden zwei Modelle gezeigt, die vier Sitze haben und auf der gleichen Plattform basieren. Das erste Modell ist ein Schrägheck für die Familie, das zweite Modell, ein Cross-coupé, richtet sich an junge Leute.
Das Design von Ex- und Interieur stammt vom Designer Andrej Trofimchuk. Der weißrussische Designer Vladimir Cesler schlug die zweifarbige Lackierung vor, anknüpfend an ein früheres Projekt der Firma „Russkij Awtomobilnyj Disajn“ (übersetzt: Russisches Automobildesign). Dabei soll die Farbe Elfenbein unverändert bleiben, während die zweite Farbe variabel ist. Das Design soll sich als stilistisches Zeichen des Herstellers etablieren und zugleich das Hybridkonzept symbolisieren.
Der Name für das Auto wurde unter zahlreichen Vorschlägen im Rahmen eines Wettbewerbs „So nenne ich das Stadtauto“ am 9. November 2010 ausgewählt und veröffentlicht, ebenso das Markenlogo, das wie der Name von Cesler stammen.
Wie geplant wurden am 13. Dezember 2010 drei funktionierende Prototypen des Hybridautos präsentiert – ё-Minivan, ё-Transporter und ё-Cross-coupé. Für Präsentationszwecke montierte man die Karosserien auf einfache Stahlrahmen und verwendete Zweizylinder-Viertaktmotoren des Typs MPE750 vom deutschen Hersteller Weber zum Antrieb.

### Produktionsplanung
Am 15. Februar 2011 wurde der Baubeginn eines ersten Werks nahe dem Ort Marjino in der Oblast Leningrad angekündigt. Die Kapazität des Werkes soll 10.000–20.000 Autos im Jahr betragen, mit der Möglichkeit, die Kapazitäten später auf 40.000–50.000 zu erhöhen. In Folge sollten fünf weitere Werke in Russland entstehen. Zusätzlich war der Bau einer Fabrik zur Herstellung einzelner Bauteile geplant, um die Versorgung von bis zu 100.000 Autos pro Jahr mit Ersatzteilen zu gewährleisten.[veraltet]

### Designänderung
Am 21. Februar 2011 wurde eine optimierte Version des „ё-Cross-Coupé“ vorgestellt, das die Wünsche der Besucher von ё-mobil-Ausstellungen berücksichtigte. Das Hauptaugenmerk der Karosserieänderungen liegt auf dem Komfort: Man behielt den Radstand des Autos bei, machte aber einen Fünfsitzer mit fünf Türen daraus, obgleich es bei der Bezeichnung „Coupé“ bleibt. Die Frontsitze wurden, dank der gekürzten Haube, nach vorn versetzt und die hintere Bank, dank des höheren Dachs, nach hinten. Somit entstand mehr Sitzraum. Der Platz im Kofferraum wurde auf 450 l (früher 400 l) vergrößert; wenn die hintere Sitzbank umgeklappt wird, erhöht er sich auf 1100 l. Die leichte Veränderung der Karosserie hat kaum Auswirkungen auf die Maße: Länge: 4100 mm (alt: 4065 mm), Höhe: 1550 mm (alt: 1495 mm), Bodenfreiheit: 210 mm (alt: 200 mm). Der Überhangwinkel hat sich vorn bedeutend von 20° auf 27° und hinten von 28° auf 30° verändert.
Eine Umfrage im Blog der Entwickler „ё-Avto“ zeigte, dass die Mehrheit die Änderungen begrüßt.

### Verzögerung und Ende
Im September 2012 wurde angekündigt, dass sich das Projekt wegen Verzögerungen bei einem Zulieferer um zwei Jahre verspätet.
Mit dem Verkauf des Projekts an die öffentliche Hand, die erhebliche Fördermittel zugeschossen hatte, wurde das Projekt im April 2014 beendet, ohne dass ein Vorserienmuster auf die Straße gelangt war.

## Technik
Das Auto sollte in den drei oben erwähnten Karosserieversionen gebaut werden. Als Treibstoff sollte Benzin, Gas (Methan oder eine Mischung aus Propan und Butan) benutzt werden. Als Hauptenergiequelle dient ein permanent laufender Rotationskolbenmotor, der den Elektrogenerator antreibt. Die produzierte Energie wird in einem Superkondensator (Supercap) gespeichert und auf die zwei Elektromotoren – je einer pro Achse – geleitet, die mittels Differentialgetriebe die Räder antreiben, was einen permanenten Allradantrieb und damit gute Traktion auch bei schlechten Straßen- oder Wetterverhältnissen gewährleistet. Alle elektrischen Einheiten werden von einem speziell entwickelten Computersystem gesteuert, das für wenige Kabelverbindungen sorgt. Das Armaturenbrett ist mit einer elektronischen Anzeige und einem Touchscreen ausgestattet.

### Ausstattung
Für alle Modelle waren – Stand Dezember 2010 – folgende Ausstattungen vorgesehen:
- Karosserie aus Polypropylen-Verbundwerkstoff
- Antrieb: ein mit einem Elektrogenerator gekoppelter Rotationskolbenmotor mit einer Leistung von 45 kW/60 PS (in Moskau sind die Fahrzeuge mit solcher Leistung von der Steuer befreit). Als Treibstoff kann Benzin zusammen mit Druck- oder Flüssig-Erdgas oder nur einer* der Treibstoffarten gebraucht werden. Für die Variante mit Druck-/Flüssig-Erdgas wird das Einhalten der Euro-5-Norm angegeben.
- elektrischer Antrieb mit einem permanenten Allradantrieb oder einem Frontantrieb*; dabei werden pro Antriebsachse je ein bürstenloser Gleichstrommotor mit 15 kW/20,5 PS Leistung angebracht. Zum Antrieb gehört auch ein System zur Energierückgewinnung beim Bremsen, mit Hilfe des Superkondensators.
- Reichweite mit einer Tankfüllung des Verbrennungsmotors bis 1100 km, bis zu 2 km nur mit Energie aus dem Kondensator
- Tankinhalt: 20 l (Benzin) und 14 m³ Druckerdgas oder 20 l Flüssiggas (LPG)
- ABS und ESP
- Fahrer- und Beifahrerairbag
- Tempomat
- Klimaanlage
- Hauptbeleuchtung mit LED-Tagfahrlicht
- Touchscreen, Möglichkeit der Farb- und Designauswahl der Instrumentenanzeige
- Multifunktionslenkrad
- Navigationssystem GLONASS und GPS mit der Möglichkeit der Benutzung des kostenfreien Kartenmaterials OpenStreetMap. Es wird auch das Bearbeiten und Herunterladen von Kartendaten via Internet oder USB ermöglicht.
- Start-Stopp-Automatik
- Leichtmetall- oder Stahl*-Räder mit Run-flat-Bereifung, sodass das Auto auch nach einer Reifenpanne mit bis zu 80 km/h fahren kann. Daher ist ein Ersatzreifen nicht vorgesehen.
- Radaufhängung: vorn MacPherson-Aufhängung, hinten Drehstabfederung
- multimediales System, bestehend aus:
  - Internetanschluss (4G von “Yota”, anderer Anbieter möglich)
  - Mediaplayer mit einem USB-Anschluss
  - Mobiltelefon mit Bluetooth-Anschluss

| Angekündigte technische Eigenschaften                    | ë-Minivan          | ë-Cross-coupé Dreitürer | ë-Cross-coupé Fünftürer | ë-Transporter      |
| -------------------------------------------------------- | ------------------ | ----------------------- | ----------------------- | ------------------ |
| Abmessungen, in mm                                       | 3892 × 1815 × 1611 | 4065 × 1832 × 1495      | 4100 × 1832 × 1550      | 4200 × 1880 × 1870 |
| Sitzplätze inkl. Fahrer                                  | 5                  | 2+2                     | 5                       | 2                  |
| Anzahl der Türen                                         | 5                  | 3                       | 5                       | 3                  |
| Anzahl der Airbags                                       | 2                  | 2                       | 2                       | 2                  |
| Leergewicht, kg                                          | 700                | 650                     | 650                     | 650                |
| Max. Gesamtgewicht, kg                                   | 1200               | 900                     | 900                     | 1550               |
| Tragfähigkeit, kg                                        | —                  | —                       | —                       | 750                |
| Ladevolumen, l                                           | —                  | —                       | —                       | 4000               |
| Antrieb                                                  | Allrad/Front*      | Allrad/Front*           | Allrad/Front*           | Allrad/Front*      |
| Felgengröße, Zoll                                        | R16 (R15*)         | R17 (R16*)              | R17 (R16*)              | R16 (R15*)         |
| Bodenfreiheit, mm                                        | 170                | 200                     | 210                     | 170                |
| Höchstgeschwindigkeit (elektronisch abgeregelt), in km/h | 130                | 130                     | 130                     | 130                |
| 0 – 100 km/h, Sek.                                       |                    |                         |                         |                    |
| ”Öko-”-Modus                                             | 11                 | 10                      | 10                      | 14                 |
| ”Sport”-Modus                                            | 8                  | 7                       | 7                       | —                  |
| “Glatteis”-Modus                                         | 14                 | 14                      | 14                      | 18                 |
| Treibstoffverbrauch, l/100 km                            | 3,5                | 3,5                     | 3,5                     | 4,0                |

### Besonderheiten des ë-mobils
- Die Anzahl der Teile und Aggregate soll radikal reduziert werden (2 bis 2,5-mal weniger als in einem gängigen zeitgenössischen Auto)
- Modulare Konstruktion, die aus 400 austauschbaren Modulen besteht, was die unkomplizierte Herstellung, Service und Reparatur des Autos erlaubt. Des Weiteren wird dadurch eine leichtere Adaption an die zukünftigen innovativen Entwicklungen und an die individuellen Bedürfnisse des Besitzers erreicht.
- Zu Beginn der Entwicklungen war eine Karosserie aus einem räumlichen Aluminiumrahmen in Kombination mit Karosserieteilen aus Basaltfasern geplant, später jedoch wurde zu Gunsten einer tragenden Konstruktion aus Verbundstoff auf der Basis von Polypropylen entschieden. Die Entwickler sprechen vor allem von weit besseren Festigkeitseigenschaften und Kälteresistenz als es bei Metallen der Fall ist; dabei sollen die Herstellungskosten viel geringer sein, was mit den Besonderheiten des Herstellungsprozesses aus den Gasrohstoffen verbunden ist. Im November 2010 wurde die Durchführung eines Crash-Tests von einer der europäischen Agenturen geplant. Die Arbeit an Karosserie wird von der Firma Magna durchgeführt, so die Projektentwickler. Weiter wird ausgeführt, dass die Karosserie allen europäischen Anforderungen hinsichtlich der passiven Sicherheit der Insassen entsprechen wird. Das soll vor allem durch die wabenartige Bauart der Teile und durch die Trägerstruktur der Karosserie erreicht werden, was dafür sorgen werde, dass die Energie bei einem Aufprall von der ganzen Karosserie aufgenommen und gedämpft wird. Die Reparaturfähigkeit einer solchen Lösung wird nicht hoch geschätzt (nach einem ernsten Schaden könnte es notwendig sein, die ganze Karosserie auszutauschen), obwohl sich dieser Umstand ganz in das Konzept des Baus und der Reparatur eines aus Modulen bestehenden Fahrzeugs einfügt. Die einzelnen Module werden auf Bestellung von dem Hersteller gefertigt und von den Servicezentren verbaut werden.
- Für die Speicherung der Energie wird eine Einheit der 100 kg schweren Superkondensatoren verwendet, die unter der hinteren Sitzbank ihren Platz findet. Das vollständige Aufladen der Einheit soll etwa zehn Minuten dauern.
- Die elektronische Abriegelung der Höchstgeschwindigkeit bei 130 km/h erklären die Entwickler mit dem Wunsch, die Zahl der tödlichen Unfälle im Straßenverkehr zu minimieren. Außerdem erwarten sie, dass diese Begrenzung bald vielerorts per Gesetz geregelt sein kann.
- Serviceintervalle: 40.000 km
- Lebensdauer des Motors: 1 Million km
- Preis: 350.000 bis 450.000 Rubel (etwa 9.000–11.500 €)
- Die Herstellung der Fahrzeuge soll in den inländischen Mini-Werken mit den Jahreskapazitäten von 10000 Autos stattfinden.
- Die Euro-5-Norm soll dadurch erreicht werden, dass das Verbrennen des Treibstoffs in der Toroidalkammer des Motors, wo sich die Kolben befinden, nicht durch Ölzufluss begleitet wird. Die Verbrennung geschieht also “trocken”. Das Konzept des vorgestellten Rotationskolbenmotors sieht eine Möglichkeit des “reibungslosen” Drehens vor, dabei interagieren die im Innern ölgekühlten Präzisionskolben mit der Fläche der Verbrennungskammer mittels temperaturbeständiger Ringe aus Fluoropolymer.